# Akcja Socjalna
Akcja Socjalna (wł. Azione Sociale, AS) – włoska nacjonalistyczna i konserwatywna partia polityczna.

## Historia
AS została założona w 2003 z inicjatywy byłych działaczy Sojuszu Narodowego pod przywództwem wnuczki duce, posłanki Alessandry Mussolini. Powodem odejścia z AN był sprzeciw wobec polityki prowadzonej przez Gianfranca Finiego, zmierzającej do odejścia od haseł powodujących traktowanie sojuszu jako partii postfaszystowskiej i przekształcenia go w proeuropejskie ugrupowanie konserwatywne.
W wyborach do Parlamentu Europejskiego w 2004 liderka AS została jedynym eurodeputowanym nowej formacji. Przed wyborami parlamentarnymi dwa lata później Alessandra Mussolini zawiązała koalicję z dwoma małymi stronnictwami skrajnej prawicy (w tym otwarcie neofaszystowską Nową Siłą) pod nazwą Alternatywa Socjalna, która przystąpiła do bloku Dom Wolności Silvia Berlusconiego. W wyborach lista ta otrzymała 1,2% głosów, nie uzyskując żadnych mandatów w Izbie Deputowanych bądź w Senacie.
Wkrótce koalicja uległa rozpadowi, zaś wielu działaczy Akcji Socjalnej wróciło do Sojuszu Narodowego. W 2008 partia przyłączyła się do Ludu Wolności, z którego listy w przedterminowych wyborach Alessandra Mussolini ponownie została posłanką. W marcu 2009 AS zakończyła działalność jako partia polityczna, przystępując do przekształconego w jednolite ugrupowanie Ludu Wolności.